# Piobesi Torinese
Piobesi Torinese – miejscowość i gmina we Włoszech, w regionie Piemont, w prowincji Turyn.
Według danych na rok 2004 gminę zamieszkiwały 3232 osoby, 170,1 os./km².